# بحرين أونلاين
بحرين أونلاين هو موقع إخباري ومنتدى على شبكة الإنترنت شعبي ومؤيد للديمقراطية تأسس في عام 1999 من قبل المدون البحريني علي عبد الإمام.